# Слай енд дъ Фемили Стоун
„Слай енд дъ Фемили Стоун“ (на английски: Sly and the Family Stone) е американска фънк група, основана в Сан Франциско и активна между 1966 и 1983 година. Смятана е за ключова за развитието на фънк, соул, ритъм енд блус, рок и психеделичната музика.
Основният състав на групата е воден от певеца, автор на песни, продуцент и мултиинструменталист Слай Стоун и включва още неговия брат, певеца и китарист Фреди Стоун, сестра им, певицата и клавиристка Роуз Стоун, тромпетистката Синтия Робинсън, барабаниста Грег Ерико, саксофониста Джери Мартини и басиста Лари Греъм. Тя става първата широко известна американска рок група със смесен расово и полово състав.
Формирана през 1966 година, групата съчетава няколко разнородни музикални стила, изигравайки ключова роля във формирането на психеделичния соул. Тя издава поредица от Топ 10 хитове в класацията на „Билборд“ – Dance to the Music (1968), Everyday People (1968), Thank You (Falettinme Be Mice Elf Agin) (1969) – както и високо оценени от критиката албуми като Stand!' (1969), съчетаващи поп усещането със социален коментар. През 70-те години групата се насочва към по-мрачен и не толкова комерсиален фънк саунд с албуми като There's a Riot Goin' On (1971) и Fresh (1973), които са с не по-малко влияние от ранните им работи. След 1975 година проблеми с наркотиците и конфликти между участниците водят до разделяне на първоначалния състав, макар Слай Стоун да продължава да записва и да изнася концерти с променлив състав на групата, запазвайки името „Слай енд дъ Фемили Стоун“, до 80-те години, когато зависимостта му от наркотиците го принуждава да прекрати музикалната си кариера.